# Мідвілл (Міссурі)
Мідвілл (англ. Meadville) — місто (англ. city) в США, в окрузі Лінн штату Міссурі. Населення — 415 осіб (2020).

## Географія
Мідвілл розташований за координатами 39°47′14″ пн. ш. 93°17′53″ зх. д. / 39.78722° пн. ш. 93.29806° зх. д. (39.787177, -93.298072).  За даними Бюро перепису населення США в 2010 році місто мало площу 1,40 км², з яких 1,40 км² — суходіл та 0,00 км² — водойми.

## Демографія
Згідно з переписом 2010 року, у місті мешкали 462 особи в 183 домогосподарствах у складі 131 родини. Густота населення становила 330 осіб/км².  Було 204 помешкання (146/км²).
Расовий склад населення:
| - 99,1 % — білих - 0,2 % — чорних або афроамериканців |

До двох чи більше рас належало 0,2 %. Частка іспаномовних становила 1,3 % від усіх жителів.
За віковим діапазоном населення розподілялося таким чином: 28,4 % — особи молодші 18 років, 52,8 % — особи у віці 18—64 років, 18,8 % — особи у віці 65 років та старші. Медіана віку мешканця становила 36,8 року. На 100 осіб жіночої статі у місті припадало 88,6 чоловіків;  на 100 жінок у віці від 18 років та старших — 84,9 чоловіків також старших 18 років.
Середній дохід на одне домашнє господарство  становив 56 128 доларів США (медіана — 47 656), а середній дохід на одну сім'ю — 62 106 доларів (медіана — 52 679). Медіана доходів становила 40 536 доларів для чоловіків та 26 406 доларів для жінок. За межею бідності перебувало 7,0 % осіб, у тому числі 4,4 % дітей у віці до 18 років та 10,0 % осіб у віці 65 років та старших.
Цивільне працевлаштоване населення становило 200 осіб. Основні галузі зайнятості: освіта, охорона здоров'я та соціальна допомога — 28,5 %, виробництво — 15,5 %, роздрібна торгівля — 12,5 %.